# Petr Gürtler
Petr Gürtler (* 9. července 1952) je bývalý český hokejový obránce. Po skončení aktivní kariéry působil jako trenér.

## Hokejová kariéra
V československé lize hrál za Spartu Praha. Odehrál 2 ligové sezóny, nastoupil v 54 ligových utkáních, dal 2 góly, měl 6 asistencí a 26 trestných minut.

## Klubové statistiky
| 1970/1971 | Sparta Praha | 1. liga | 20 | 1 | 4 | 5 | 14 |
| 1973/1974 | Sparta Praha | 1. liga | 34 | 1 | 2 | 3 | 12 |